# Condado de Estradas
El condado de Estradas es un título nobiliario español creado por el rey Alfonso XII el 24 de agosto de 1883 en favor de María Rafaela Ortiz de Mioño y Urra, XI marquesa de Cilleruelo, como confirmación del título que sus ascendientes de la casa de Solórza reclamaban desde el siglo XVII.

## Antecedentes
A finales del siglo XVII el capitán de infantería Pedro Bravo de Hoyos presentó a la Corona un memorial para que se le concediese nuevamente el título de conde de Estradas. Según él, todos los poseedores de la casa de Solórzano habían ostentado la dignidad condal y la jurisdicción civil y criminal de dicha villa, situada en el valle de Hoz, en el ayuntamiento de Ribamontán (Santander), aunque no podía presentar documentación que lo avalase al haberse destruido el archivo por un incendio ocurrido el 18 de enero de 1526 en las casas de Solórzano. El reclamante era hijo de Juan Bravo de Hoyos y Solórzano Castillo —almirante general, señor de las villas de Hoyos y de San Martín y de las casas de Bravo en el lugar de Sotronca, en la merindad de Campoo, y de las casas de Bravo en el lugar de Sotronca de dicha merindad y de las de Solórzano, Castillo y Camino en los lugares de Solórzano de la merindad de Trasmiera, caballero de la Orden de Santiago— y su esposa Ana de Acebedo y Martínez de Bracamonte.
Pedro Bravo casó con Marquesa Pardo Osorio Aguiar y Langos y falleció sin descendencia el 27 de septiembre de 1698. En la casa había sucedido su sobrino Gregorio de Mioño y Bravo de Hoyos (n. 1655), quien fuera hijo de María Bravo y su esposo Antonio Ortiz de Mioño. Del matrimonio de Gregorio con María de Salamanca y Haedo nació, a su vez, Juan Fernando Ortiz de Mioño Bravo de Hoyos y Salamanca, que en 1727 cursó otra solicitud para que se le concediese el título condal sobre la villa de Estradas. Siendo igualmente rechazada, el 3 de enero de 1756 él o su hijo José Antonio Mioño presentaron otro memorial en el mismo sentido. El supuesto incendio que había destruido la documentación que avalaba la posesión inmemorial de esta dignidad ahora se situaba en un lugar distinto, concretamente en sus casas llamadas Don Bergon en el lugar de Mioño, valle de Sámano. El 3 de marzo de 1758 el intendente general y corregidor de la provincia de Burgos, Joaquín de Vareterra y Valdés, se pronunciaba al respecto de una eventual concesión en los siguientes términos:

Sería conforme concederle el título que solicita, en consideración a los muchos servicios prestados por sus antepasados, y que bien pudiera ser como conde de Estradas que dicen usaron sus antepasados sin que esto conste en ningún documento.

A.H.N. Consejos Suprimidos, Leg. 9982.

Aunque no existe constancia documental sobre la concesión de este título de Castilla en el siglo XVIII, la bibliografía suele llamar a Juan Fernando Ortiz y a quienes les sucedieron como «condes de Estradas» o «señores del condado de Estradas». A Juan Fernando, que casó el 23 de enero de 1724 con Teresa Rosa Castillo Alvarado Valle Agüero, le sucedió su hijo José Antonio, señor de San Martín de Hoyos, regidor perpetuo de Reinosa, alférez mayor de su merindad y merino mayor de la merindad de Trasmiera. José casó con Luisa de Bustamante Manrique Collantes y Terán Quevedo, señora de la villa de San Vicente de León y los Llares, natural de Silio (Santander). El hijo de este enlace, José Luis de Mioño Bravo de Hoyos y Bustamante (b. 5 de octubre de 1746-5 de abril de 1824), enlazó con los marqueses de Cilleruelo al casar el 27 de agosto de 1769, en San Sebastián de Reinosa, con María del Pilar de Quevedo y Navamuel (1752-1824), hija de Joaquín de Quevedo y Fernández de Velasco, VII marqués de Cilleruelo, y su esposa Josefa de Navamuel y Peredo. José María de Mioño Bravo de Hoyos y Quevedo (20 de septiembre de 1770-24 de enero de 1842), hijo y sucesor de José Luis, fue por tanto IX marqués de Cilleruelo, pero murió sin descendencia, por lo que le sucedió su hermano. Este, Andrés de Mioño Bravo de Hoyos y Quevedo (Reinosa, 27 de septiembre de 1777-Madrid, 25 de enero de 1857), fue X marqués de Cilleruelo, regidor perpetuo de Reinosa, merino mayor de Trasmiera, intendente honorario de provincia y capitán de fragata de la Real Armada. Casó el 4 de enero de 1821, en Viana (Navarra), con Manuela de Urra y Oñate, natural de Viana e hija de José Manuel de Urra y Barrio y su esposa María Ana Oñate y Gamarra. Su única hija María Rafaela de Mioño Bravo de Hoyos y Urra recibió del rey Alfonso XII «real despacho de confirmación y carta de sucesión en el título de Conde de Estradas» el 24 de agosto de 1883.

## Condes de Estradas
|                          | Titular                                          | Periodo                  |
| Creación por Alfonso XII | Creación por Alfonso XII                         | Creación por Alfonso XII |
| ------------------------ | ------------------------------------------------ | ------------------------ |
| I                        | María Rafaela de Mioño Bravo de Hoyos y Urra     | 1883-1884                |
| II                       | Mariano Fernández de Henestrosa y Ortiz de Mioño | 1884-1914                |
| III                      | Rafael Fernández de Henestrosa y Salabert        | 1914-1939                |
| IV                       | Casilda Fernández de Henestrosa y Salabert       | 1956-1970                |
| V                        | Casilda de Silva y Fernández de Henestrosa       | 1970-1972                |
| VI                       | José Carlos Fernández-Villaverde y de Silva      | 1972-hoy                 |

## Historia de los condes de Estradas
- María Rafaela de Mioño Bravo de Hoyos y Urra (Palencia, 14 de octubre de 1821-Las Fraguas, 24 de enero de 1905), I condesa de Estradas, XI marquesa de Cilleruelo, dama noble de la Orden de María Luisa.[16][17]

Casó el 18 de febrero de 1849, en Madrid, con Ignacio Fernández de Henestrosa y Santisteban (1819-1895), IX conde de Moriana del Río, caballero de la Orden de Calatrava, de la de Carlos III y maestrante de Sevilla, que era hijo de Diego Fernández de Henestrosa y Montenegro, coronel retirado, y su esposa María de los Dolores Santisteban y Horcasitas, VIII marquesa de Villadarias, IV marquesa de la Vera etc. El 10 de marzo de 1884 le sucedió su hijo:
- Mariano Fernández de Henestrosa y Ortiz de Mioño (Las Fraguas, 2 de noviembre de 1858-Madrid, 6 de febrero de 1919), II conde de Estradas, I duque de Santo Mauro, caballero de la Real Maestranza de Sevilla, Collar de la Orden de Carlos III, Gran Cordón de la Legión de Honor, senador del reino, gentilhombre de cámara del rey, mayordomo y caballerizo mayor de la reina, licenciado en Derecho, diplomático, alcalde de Madrid e Hijo Adoptivo de San Fernando.[19][20]

Casó el 24 de marzo de 1884, en Madrid, con Casilda de Salabert y Arteaga, IX marquesa de la Torrecilla, XI duquesa de Ciudad Real, marquesa de Navahermosa, condesa de Aramayona y de Ofalia, camarera mayor de la princesa de Asturias etc. El 12 de agosto de 1914 le sucedió, por cesión, su hijo:
- Rafael Fernández de Henestrosa y Salabert (Saint Cloud, Francia, 1 de septiembre de 1895-Biarritz, 30 de marzo de 1939), III conde de Estradas, II duque de Santo Mauro, teniente de navío de la Real Armada, gentilhombre de cámara del rey con ejercicio y servidumbre, caballero de la Orden de Calatrava.[21][20]

Falleció soltero. Su sobrina  María Luisa de Silva y Fernández de Henestrosa (Madrid, 30 de abril de 1920-Las Fraguas, 24 de marzo de 1951), por cesión de su madre Casilda Fernández de Henestrosa, tuvo autorización de la Diputación de la Grandeza para hacer uso provisional del título, del cual pidió convalidación el 9 de noviembre de 1949. Nunca la obtuvo, sin embargo, por lo que el 30 de mayo de 1952 el título fue convalidado en favor de Casilda Fernández de Henestrosa y Salabert, a quien se le expidió carta de sucesión el 20 de febrero de 1956:
- Casilda Fernández de Henestrosa y Salabert (Madrid, 17 de noviembre de 1888-Madrid, 5 de agosto de 1987), IV condesa de Estradas, III duquesa de Santo Mauro, dama de la reina Victoria Eugenia, dama noble de la Orden de María Luisa y de la Real Maestranza de Valencia.[21][20]

Casó el 27 de noviembre de 1912, en Madrid, con Mariano de Silva Bazán y Carvajal, XIII marqués de Santa Cruz, XI marqués de Villasor, XIV marqués del Viso, diputado a Cortes etc., que era hijo de Álvaro de Silva y Fernández de Córdoba y su esposa Luisa de Carvajal y Dávalos. En 1970 le sucedió, por cesión, su hija:
- Casilda de Silva y Fernández de Henestrosa (Madrid, 3 de abril de 1914-6 de enero de 2008), V condesa de Estradas, V duquesa de San Carlos, IV duquesa de Santo Mauro, XIV marquesa de Santa Cruz, XI marquesa de Arcicóllar, XVI marquesa del Viso, XII marquesa de Villasor, II condesa de Carvajal, XI condesa de Castillejo, III condesa de San Martín de Hoyos, Gran Cruz de la Orden de la Beneficencia y de la Orden del Mérito Naval, Lazo de Dama de la Orden de Isabel la Católica, presidente de la Cruz Roja Española, vocal del Patronato del Museo Naval.[26][24]

Casó el 26 de diciembre de 1942, en la parroquia de San Marcos (Madrid), con José Fernández-Villaverde y Roca de Togores (1902-1988), IV marqués de Pozo Rubio, embajador de España, consejero permanente de Estado etc., que era hijo de Raimundo Fernández-Villaverde y García-Rivero, presidente del Consejo de Ministros, ministro de Gracia y Justicia, de Gobernación y de Hacienda etc., y su esposa Ángela Roca de Togores y Aguirre-Solarte, I marquesa de Pozo Rubio. El 15 de abril de 1972, previa orden del 3 de noviembre de 1971 para que se expida la correspondiente carta de sucesión (BOE del 26 de noviembre), le sucedió, por cesión, su hijo:
- José Carlos Fernández-Villaverde y Silva (n. Madrid, 9 de febrero de 1947), VI conde de Estradas, alférez de navío de la Armada y capitán de la Marina Mercante, caballero de la Orden de Calatrava.[27][24]

Casó en primeras nupcias el 13 de mayo de 1974, en Illsecas, con María del Pilar Gutiérrez Martín (n. 1952), que era hija de Fermín Gutiérrez Pérez y su esposa Dativa Martín Serna. Disuelto el matrimonio, casó en segundas nupcias el 7 de agosto de 1990, en Madrid, con María de los Dolores González García (n. 1953), puericultora, hija del abogado Lino González Dopeso y su esposa Herminia García Villanueva.